# S.T.A.L.K.E.R. (серия игр)
S.T.A.L.K.E.R. — серия игр, разработанная украинской компанией GSC Game World. Создана в жанре шутера от первого лица и survival horror с элементами ролевой игры и action-adventure. События игр разворачиваются в наше время, в альтернативном мире на территории Украины, в Чернобыльской зоне отчуждения. Согласно сюжету серии, в 2006 году зона подверглась неожиданному аномальному воздействию (Выбросу), в результате которого физические, химические и биологические процессы на данной территории изменились. Появилось множество аномалий, артефактов и мутантов. В идеях игры можно увидеть влияние повести братьев Стругацких «Пикник на обочине» и снятого по ней фильма Андрея Тарковского «Сталкер».

## Сеттинг
Действие происходят в Зоне, альтернативной версии зоны отчуждения Чернобыльской АЭС. После аварии в Зоне отчуждения были созданы лаборатории, которые позволили учёным экспериментировать с экстрасенсорными способностями. Их эксперименты привели к второй катастрофе, вызвавшей физические и метеорологические явления по всей Зоне, а также к мутациям флоры и фауны. Зона изобилует аномалиями — необъяснимыми явлениями, которые не укладываются в рамки физики, а иногда и привычной логики (огненные столбы, россыпи молний, вихри, разрывающие всё, что в них попадёт).
Аномалии порождают «артефакты» — предметы с особыми свойствами, такими как антигравитация или поглощение радиоактивности. Люди, известные как сталкеры, проникают на территорию Зоны в поисках таких предметов для личного обогащения. Несмотря на то что большое количество сталкеров работают в одиночку, Зону населяют различные фракции, каждая со своей философией и целями. Группировка «Долг», состоящая из бывших военных, считает, что Зона представляет собой величайшую угрозу человечеству, и намерена уничтожить её любыми возможными средствами. Напротив, группировка «Свобода» считает, что Зона должна быть доступна всем, и защищает её любой ценой.
Вооружённые силы Украины поддерживают кордон вокруг Зоны, пытаясь предотвратить несанкционированное проникновение. Кроме того, подразделения украинского спецназа регулярно проводят специальные операции в пределах Зоны, такие как точечные удары по сталкерам или обеспечение безопасности определённых объектов. Среди враждебных существ в Зоне самые опасные — люди и мутанты, многие из которых обладают агрессивными псионическими способностями.
У главного героя каждой игры есть свои собственные цели, отличные от целей различных фракций. Однако им предстоит помочь друг другу. Конечная цель игры заключается в достижении центра Зоны, что осложняется различными угрозами и опасностями, созданными ею.

## Сюжет

### S.T.A.L.K.E.R.: Тень Чернобыля (2007)
Первая игра серии. Игрок принимает роль сталкера Меченого, страдающего амнезией, которому поручено убить другого сталкера — Стрелка. Сражаясь с врагами и помогая другим сталкерам, протагонист находит улики к разгадке тайны своего прошлого и истинной личности. У «S.T.A.L.K.E.R.: Тень Чернобыля» есть 7 концовок. Они зависят от разных факторов: заработанных денег, поддержки определённых фракций, восстановления памяти героя.

### S.T.A.L.K.E.R.: Чистое небо (2008)
Вторая игра серии, приквел к оригинальной игре «S.T.A.L.K.E.R.: Тень Чернобыля». Игрок принимает роль Шрама — наёмника-ветерана. Во время сопровождения учёных в Зоне его настигает выброс. Но наёмника спасает группировка «Чистое Небо», занимающаяся исследованием и изучением природы Зоны. В процессе игры игроку предстоит выбирать разные стороны противостояния в Зоне, чтобы помочь «Чистому Небу» достигнуть их целей.

### S.T.A.L.K.E.R.: Зов Припяти (2009)
Третья игра серии, события которой разворачиваются вскоре после событий «S.T.A.L.K.E.R.: Тень Чернобыля». Обнаружив открытый путь к центру Зоны, правительство решает взять его под свой контроль с помощью операции «Фарватер», в ходе которой они планируют исследовать территорию перед отправкой основных вооруженных сил. Но, несмотря на тщательные приготовления, операция проваливается, а вертолёты терпят крушение. Для выяснения причины аварий Служба безопасности Украины отправляет в Зону бывшего сталкера, майора Александра Дегтярёва.

## Разработка

### S.T.A.L.K.E.R. 2: Heart of Chornobyl
В августе 2010 года состоялся анонс S.T.A.L.K.E.R. 2, релиз был запланирован на 2012 год. Сергей Григорович, генеральный директор GSC Game World, уточнил, что в игре используется совершенно новый мультиплатформенный движок, созданный самой GSC. 23 декабря 2011 года GSC Game World объявили о продолжении разработки S.T.A.L.K.E.R. 2, несмотря на более ранние заявления, указывающие на его отмену. Однако 25 апреля 2012 года разработка S.T.A.L.K.E.R. 2 была официально отменена GSC Game World, судя по сообщению в Twitter.
15 мая 2018 года о разработке нового S.T.A.L.K.E.R. 2 было объявлено на странице «Казаки 3» в Facebook. Сообщение отсылало на сайт, на котором отображался текст «S.T.A.L.K.E.R. 2 — 2.0.2.1.», что, судя по всему, подразумевало запланированный год выпуска — 2021. В мае 2018 года создатель Steam Spy Сергей Галёнкин написал в Twitter, что GSC Game World создаст S.T.A.L.K.E.R. 2, используя Unreal Engine 4. Было высказано предположение, что игра всё ещё находится на стадии разработки и была анонсирована незадолго до E3 2018, чтобы найти издателя.
23 марта 2020 года GSC Game World опубликовала снимок экрана с разрабатываемой игрой, пообещав поделиться новой информацией о процессе в ближайшие месяцы. 23 июля 2020 года было объявлено, что игра выйдет в 2021 году для Microsoft Windows и Xbox Series X/S, и это будет первый раз, когда серия выйдет на консолях. 30 декабря 2020 года был выпущен тизер на движке игры.
13 июня 2021 года была подтверждена дата выпуска — 28 апреля 2022 года, в трейлере игрового процесса на пресс-конференции Microsoft/Bethesda в рамках E3 2021. Также выяснилось, что игра на выходе будет в Xbox Game Pass.
12 января 2022 года разработчики сообщили в социальных сетях, что переносят планы по выходу игры на 8 декабря 2022 года. В июне 2022 года разработчики вновь перенесли игру, на 2023 год.
На фестивале Gamescom 2023 было объявлено, что выход игры состоится в первом квартале 2024 года.
16 января 2024 года GSC Game World опубликовала трейлер с в очередной раз изменённой датой выхода — 5 сентября 2024 года. В GSC сообщили, что объявленная дата релиза — «окончательная, и игру больше не будут переносить». Были уточнены целевые платформы: S.T.A.L.K.E.R. 2 выйдет на ПК и Xbox Series X и Series S. 25 июля 2024 года разработчики сообщили о переносе выхода игры на 20 ноября 2024 года.

## Игры
| 2007 | S.T.A.L.K.E.R.: Тень Чернобыля       |
| 2008 | S.T.A.L.K.E.R.: Чистое небо          |
| 2009 | S.T.A.L.K.E.R.: Зов Припяти          |
| 2010 |                                      |
| 2011 |                                      |
| 2012 |                                      |
| 2013 |                                      |
| 2014 |                                      |
| 2015 |                                      |
| 2016 |                                      |
| 2017 |                                      |
| 2018 |                                      |
| 2019 |                                      |
| 2020 |                                      |
| 2021 |                                      |
| 2022 |                                      |
| 2023 |                                      |
| 2024 | S.T.A.L.K.E.R. 2: Heart of Chornobyl |

### Основная серия
| Год  | Название                               | Платформа(-ы)                                                                     | Движок          |
| ---- | -------------------------------------- | --------------------------------------------------------------------------------- | --------------- |
| 2007 | «S.T.A.L.K.E.R.: Тень Чернобыля»       | Windows, Xbox One, PlayStation 4, Nintendo Switch, Xbox Series X/S, PlayStation 5 | X-Ray 1.0       |
| 2008 | «S.T.A.L.K.E.R.: Чистое небо»          | Windows, Xbox One, PlayStation 4, Nintendo Switch, Xbox Series X/S, PlayStation 5 | X-Ray 1.5       |
| 2009 | «S.T.A.L.K.E.R.: Зов Припяти»          | Windows, Xbox One, PlayStation 4, Nintendo Switch, Xbox Series X/S, PlayStation 5 | X-Ray 1.6       |
| 2024 | «S.T.A.L.K.E.R. 2: Heart of Chornobyl» | Windows, Xbox Series X/S, PlayStation 5                                           | Unreal Engine 5 |

### Спин-оффы
| Год  | Название              | Платформа(-ы)              | Движок                     |
| ---- | --------------------- | -------------------------- | -------------------------- |
| 2007 | S.T.A.L.K.E.R. Mobile | сотовые телефоны (Java ME) | мобильный 3D-движок Qplaze |

### Отменённые игры
| Название               | Дата отмены | Платформа(-ы)          | Движок                           |
| ---------------------- | ----------- | ---------------------- | -------------------------------- |
| S.T.A.L.K.E.R. для PSP | весна 2007  | PlayStation Portable   | X-Ray                            |
| S.T.A.L.K.E.R. Online  | осень 2011  | веб-браузер            | внутренний движок на Adobe Flash |
| S.T.A.L.K.E.R. World   | март 2012   | PC (Microsoft Windows) | X-Ray 1.6                        |

## Оценки и отзывы
| Игра                                 | Metacritic               |
| ------------------------------------ | ------------------------ |
| S.T.A.L.K.E.R.: Тень Чернобыля       | 82/100                   |
| S.T.A.L.K.E.R.: Чистое небо          | 75/100                   |
| S.T.A.L.K.E.R.: Зов Припяти          | 80/100                   |
| S.T.A.L.K.E.R. 2: Heart of Chornobyl | (PC) 74/100 (XSX) 80/100 |

Игры серии S.T.A.L.K.E.R. получили положительные отзывы от популярных игровых сайтов и были хорошо приняты критиками. На сайте-агрегаторе Metacritic, на котором показывается средний рейтинг игры в виде процентного отношения к 100, рассчитанные оценки игр серии находятся в районе 75—82 баллов.
К августу 2010 года все игры франшизы S.T.A.L.K.E.R. были проданы тиражом более 4 миллионов экземпляров. По данным на август 2021 года, продажи серии S.T.A.L.K.E.R. преодолели отметку в 15 миллионов копий.

## Похожие игры
В 2010 году вышла первая игра серии Metro — украинских шутеров от первого лица, основанных на литературной серии «Метро 2033». Была создана бывшими разработчиками «S.T.A.L.K.E.R.: Тень Чернобыля», которые ушли из проекта после окончания контракта, основав в 2006 году собственную студию 4A Games.
В 2012 году часть команды разработчиков S.T.A.L.K.E.R. 2 открыла новую студию Vostok Games. В 2015 году они выпустили бесплатный массовый многопользовательский онлайн-шутер от первого лица под названием Survarium в духе франшизы S.T.A.L.K.E.R., используя идеи, которые они создали для отменённого сиквела. Их новый проект — королевская битва Fear the Wolves — происходит в Чернобыле.
В 2014 году компания West-Games, утверждавшая, что состоит из бывших разработчиков S.T.A.L.K.E.R. (по словам сотрудников GSC Game World и Vostok Games, эти данные не являются правдивыми), запустила кампанию на Kickstarter по сбору средств для духовного преемника S.T.A.L.K.E.R. под названием Areal, а затем «STALKER: Apocalypse». Хотя им удалось достичь своей цели в 50 000 долларов, но на протяжении всего времени высказывались многочисленные опасения по поводу того, что проект может быть мошенничеством. В конечном итоге Kickstarter приостановил кампанию за два дня до крайнего срока.
В 2019 году Алексей Сытянов, бывший геймдизайнер и сценарист «S.T.A.L.K.E.R.: Тень Чернобыля», Survarium и Sketch Tales, объединился с The Farm 51 для работы над своим проектом Chernobylite на Kickstarter. В игре есть геймплей и темы, схожие со S.T.A.L.K.E.R., а окружающая среда основана на реальной зоне отчуждения Чернобыля, воссозданной с использованием фотограмметрии. Главным антагонистом игры выступает Чёрный Сталкер. Анонс игры состоялся 30 апреля 2018 года. Выход в стадии раннего доступа состоялся 16 октября 2019 года. Полноценный выпуск был запланирован на начало 2021 года для Windows, PlayStation 4, Xbox One, PlayStation 5 и Xbox Series X, но отложен на второй квартал. 23 апреля 2021 года, после обнародования крупного обновления, стало известно, что Chernobylite будет полностью доступна на Windows, PlayStation 4 и Xbox One в июле. 28 июля 2021 года игра покинула ранний доступ и вышла на Windows в Steam.